# Məmmədağalı
Məmmədağalı è un comune dell'Azerbaigian situato nel distretto di Qəbələ. Conta una popolazione di 415 abitanti.